# Crush.Fukk.Create. Requiem for Generation Armageddon
Crush.Fukk.Create. Requiem for Generation Armageddon – pierwsze wydawnictwo DVD polskiej grupy muzycznej Behemoth. Dwupłytowy album ukazał się 6 września 2004 roku nakładem wytwórni muzycznej Regain Records.
Na pierwszej płycie DVD znalazł się występ zespołu na Party San Festival w Niemczech w 2003 roku pt. Live Pandemonium, koncert nagrany podczas Mystic Festival w Polsce w 2001 roku zatytułowany Mother Khaoz On Stage oraz teledyski do utworów "As Above So Below" i "Christians to the Lions", odpowiednio w reżyserii Jakuba Miszczaka i Romana Przylipiaka. 
Na drugiej płycie DVD znalazł się film dokumentalny pt. Speak With The Devil. W obrazie oprócz członków zespołu Behemoth wystąpili liczni muzycy związani ze sceną death i blackmetalową, w tym: Marcin "Martin" Rygiel, Wacław "Vogg" Kiełtyka, Piotr "Peter" Wiwczarek, Maurycy "Mauser" Stefanowicz i inni.

## Lista utworów
Opracowano na podstawie materiału źródłowego.
| Live Pandemonium - Live At Party San Festival 2003 | Live Pandemonium - Live At Party San Festival 2003 | Live Pandemonium - Live At Party San Festival 2003 | Live Pandemonium - Live At Party San Festival 2003 | Live Pandemonium - Live At Party San Festival 2003 |
| Nr                                                 | Tytuł utworu                                       | Słowa                                              | Muzyka                                             | Długość                                            |
| -------------------------------------------------- | -------------------------------------------------- | -------------------------------------------------- | -------------------------------------------------- | -------------------------------------------------- |
| 1.                                                 | „Antichristian Phenomenon”                         | Adam Darski                                        | Adam Darski                                        | 06:04                                              |
| 2.                                                 | „From the Pagan Vastlands”                         | Tomasz Krajewski                                   | Adam Darski                                        | 03:40                                              |
| 3.                                                 | „Heru Ra Ha (Let There Be Might)”                  | Adam Darski, Krzysztof Azarewicz                   | Adam Darski                                        | 03:19                                              |
| 4.                                                 | „Christians to the Lions”                          | Adam Darski                                        | Adam Darski                                        | 03:07                                              |
| 5.                                                 | „Hekau 718”                                        | Krzysztof Azarewicz                                | Adam Darski, Piotr Weltrowski                      | 00:48                                              |
| 6.                                                 | „No Sympathy for Fools”                            | Adam Darski                                        | Adam Darski, Mateusz Śmierzchalski                 | 03:58                                              |
| 7.                                                 | „Decade ov Therion”                                | Krzysztof Azarewicz                                | Adam Darski                                        | 03:11                                              |
| 8.                                                 | „As Above So Below”                                | Krzysztof Azarewicz                                | Adam Darski                                        | 05:50                                              |
| 9.                                                 | „Chant for Eskhaton 2000”                          | Krzysztof Azarewicz                                | Adam Darski                                        | 06:05                                              |
| 10.                                                | „Pure Evil and Hate”                               | Adam Darski                                        | Adam Darski                                        | 03:22                                              |
|                                                    |                                                    |                                                    |                                                    | 39:24                                              |

| Mother Khaoz On Stage - Live At Mystic Festival 2001 | Mother Khaoz On Stage - Live At Mystic Festival 2001 | Mother Khaoz On Stage - Live At Mystic Festival 2001 | Mother Khaoz On Stage - Live At Mystic Festival 2001 | Mother Khaoz On Stage - Live At Mystic Festival 2001 |
| Nr                                                   | Tytuł utworu                                         | Słowa                                                | Muzyka                                               | Długość                                              |
| ---------------------------------------------------- | ---------------------------------------------------- | ---------------------------------------------------- | ---------------------------------------------------- | ---------------------------------------------------- |
| 1.                                                   | „Christians to the Lions”                            | Adam Darski                                          | Adam Darski                                          | 03:50                                                |
| 2.                                                   | „Decade ov Therion”                                  | Krzysztof Azarewicz                                  | Adam Darski                                          | 03:51                                                |
| 3.                                                   | „From the Pagan Vastlands”                           | Tomasz Krajewski                                     | Adam Darski                                          | 03:44                                                |
| 4.                                                   | „Antichristian Phenomenon”                           | Adam Darski                                          | Adam Darski                                          | 04:56                                                |
| 5.                                                   | „LAM”                                                | Krzysztof Azarewicz                                  | Adam Darski                                          | 04:10                                                |
| 6.                                                   | „Satan's Sword”                                      | Adam Darski                                          | Adam Darski                                          | 04:12                                                |
| 7.                                                   | „Chant for Eskhaton”                                 | Krzysztof Azarewicz                                  | Adam Darski                                          | 06:31                                                |
|                                                      |                                                      |                                                      |                                                      | 31:14                                                |

| Teledyski | Teledyski                 | Teledyski   | Teledyski   | Teledyski |
| Nr        | Tytuł utworu              | Słowa       | Muzyka      | Długość   |
| --------- | ------------------------- | ----------- | ----------- | --------- |
| 1.        | „As Above So Below”       | Adam Darski | Adam Darski | 05:03     |
| 2.        | „Christians to the Lions” | Adam Darski | Adam Darski | 03:46     |
|           |                           |             |             | 8:49      |

| Speak With The Devil (film dokumentalny) | Speak With The Devil (film dokumentalny)                    | Speak With The Devil (film dokumentalny) |
| Nr                                       | Tytuł utworu                                                | Długość                                  |
| ---------------------------------------- | ----------------------------------------------------------- | ---------------------------------------- |
| 1.                                       | „Interview And introduction To selected episodes by Nergal” |                                          |
| 2.                                       | „The past is like A funeral...”                             |                                          |
| 3.                                       | „X-Mass festivals”                                          |                                          |
| 4.                                       | „Italian affair”                                            |                                          |
| 5.                                       | „First headlining experience”                               |                                          |
| 6.                                       | „Poland”                                                    |                                          |
| 7.                                       | „Barbarossa east tour”                                      |                                          |
| 8.                                       | „Mexican episode”                                           |                                          |
| 9.                                       | „European crusade”                                          |                                          |
| 10.                                      | „Album production And studio scenes”                        |                                          |
| 11.                                      | „Conquering US And other stuff...”                          |                                          |

## Twórcy
Opracowano na podstawie materiału źródłowego.
| - Adam "Nergal" Darski – wokal prowadzący, gitara rytmiczna, gitara prowadząca, współprodukcja, reżyseria - Mateusz "Havoc" Śmierzchalski – gitara rytmiczna, gitara prowadząca, wokal wspierający - Marcin "Novy" Nowak – gitara basowa (Live At Mystic Festival 2001) - Tomasz "Orion" Wróblewski – gitara basowa, wokal wspierający (Live At Party San Festival 2003), współprodukcja - Zbigniew "Inferno" Promiński – perkusja - Tomasz "Graal" Daniłowicz – okładka, oprawa graficzna |  | - Łukasz Dunaj – biografia zespołu - Arkadiusz "Malta" Malczewski – inżynieria dźwięku - Alfred Sosgórnik – produkcja (E-Media Studio, 2004) - Rafał "Brovar" Brauer – obsługa techniczna gitar i perkusji - Melissa – tłumaczenia, napisy w języku angielskim |